# 郭居敬
郭 居敬（かく きょけい）は、元代の文人。字は義祖。南剣州尤渓県の人。一説には、尤渓県大田の人であるとも、八都小村の人とも言う。
性格は、大変な孝行者であり、「親が亡くなると、その悲しみ方は、礼に過ぎていた。かつて、虞舜以下の二十四人の孝行するありさまを集め、これに序と詩をつけ、子供達の教科書とし、『虞集』と名付けた。欧陽玄達は、これを推薦しようとしたが、固辞した。著作に『百香詩』がある。」
事蹟はあまり知られていない。著作には、『二十四孝』、『百香詩』が世に出ている。
日本の京都の龍谷大学の図書館で『新編郭居敬百香詩』の抄本が発見された。現在、河南省南陽市社旗県山陝会館には、郭居敬が描いた珍品の刺繍「二十四孝図」が収蔵されている。
弟に郭守正・郭居業がいる。